# 카를로스 버나드
카를로스 버나드(Carlos Bernard, 1962년 10월 12일 ~ )는 미국의 배우다. 24의 배우로 유명하다.

## 작품

### 드라마
- 24
- 굿 (Good)
- 애즈 유 라이크 잇 (As You Like It)
- 햄릿 (Hamlet)
- 안네 프랭크의 일기 (The Diary of Anne Frank)
- 체리 오차드 (The Cherry Orchard)
- 워커 텍사스 레인저 (Walker, Texas Ranger)
- 에프엑스 (F/X: The Series)
- 바빌론 5 (Babylon 5)
- 말로니 (Maloney)
- 실크 스토킹스 (Silk Stalkings)

### 영화
- 베가스COD (Vegas: C.O.D.)
- 킬링 자 (The Killing Jar)
- 코로넬 라스트 플라이트 (The Colonel's Last Flight)